# 高島恭子
高島 恭子（たかしま きょうこ、1979年6月1日 - ）は、日本のAV女優。ミルクプロモーション所属。

## 略歴・人物
神奈川県出身。2009年にデビューした熟女系のAV女優である。
Hカップ（100cm）の爆乳の持ち主で、それにちなんだ作品に多く出演している。

## 出演作品

### アダルトビデオ
2009年
- 不倫交際中 ［CASE 05］ （11月3日、プレステージ）
- 「女に恥をかかせない!男を求めている昼下がりの専業主婦がしかける（視線/パンチラ/密着）の欲情サインを見逃すな!」 VOL.3 （11月5日、DANDY）…オムニバス作品 他出演:青山さつき、伊沢美春、高城ゆい、中村佑香
- 絶品若妻ハミ出し水着 （11月7日、マドンナ）
- 近親相姦中出し親子 二人だけの秘密… 夫にバレたらおしまいです。（11月19日、センタービレッジ）
- 浮気なカラダ 人妻・恭子 （11月27日、アリスJAPAN）
- 若妻 〜イキすぎっ!!敏感美巨乳妻〜 （11月28日、Venus-Femme）
- 個人授業 〜憧れのおばさん 高島恭子32歳〜 （12月3日、センタービレッジ）
- 巨乳秘書のひみつ （12月7日、桃太郎映像出版）
- 豊満パイズリ母の肉感マッサージ （12月10日、センタービレッジ）
- S級人妻 恭子 （12月18日、Nadeshiko）
- 友達の継母 （12月19日、AROUND）…共演:倉井さき
- 友達のお姉さん （12月19日、ヴィーナス）
- 教師の妻 （12月26日、ドリームステージエンタテインメント）…共演:倉井さき

2010年
- サウナレディのお仕事 男性器口内洗浄&膣内洗浄スペシャル （1月7日、SODクリエイト）
- やっぱりおっぱい!!やっばいおっぱい!! 05 （1月13日、プレステージ）
- 下宿屋の痴母 4 （1月16日、ソルトペッパー）
- 巨乳診断書 7 （1月21日、グローリークエスト）
- ヤバエロCHIJYO 綺麗な変態のお姉さんや熟女に“こってり”責められてオモチャにされた （1月21日、グローリークエスト）…オムニバス作品 他出演:村上涼子、高坂保奈美、愛あいり、中森玲子、森ななこ、桐原あずさ
- エロ下着姿でダイエット中の巨乳義母に中出ししちゃいました! 5 （1月22日、Nadeshiko）
- 人妻のフェラ 3 （1月22日、Nadeshiko）…オムニバス作品 他出演:北条麻妃、横山みれい、楓まお、羽鳥澄香、笠木奈美、間宮りな、貴田明美、宮下ゆうこ、宮田瑛子、弓削亜弓、伊藤若菜、高梨ひとみ、山下梨恵、松島ゆり子、仲村美緒、長島智美、桃原和音、藤原絵里香、美月祥子、美原咲子、片瀬瑞恵、名取未知子、鈴木あきほ、藪里美
- 美熟女だらけのものスゴいオナニー vol.2 （1月22日、セックスエージェント）…オムニバス作品 他出演:藤宮櫻花、夏見しおり、明星ちかげ、椎名あきほ、村上涼子
- 女のカラダは重量級ロケット乳房で選ぶ。（2月13日、E-BODY）
- 狭射主義 （2月19日、セックスエージェント）…オムニバス作品 他出演:若菜りん、伊沢美春、諸星セイラ、橘美穂、あいぶらん、藤宮櫻花、平井綾
- 少年甥っ子童貞物語 2 （2月19日、ヤブサメ）…オムニバス作品 他出演:柳田やよい、内藤斐奈
- 少年の悪知恵 母親寝取られマッサージ 6 （2月20日、ラハイナ東海）…オムニバス作品
- 兄嫁風呂 其の四 （2月20日、ラハイナ東海）…オムニバス作品
- 美尻奥さま騎乗位狂い （3月4日、タカラ映像）
- 絶倫若妻達の敏感亀頭少年ローションチンポイジリ 1 （3月5日、ヤブサメ）…オムニバス作品 他出演:柳田やよい、内藤斐奈
- すけべぇ義父の嫁いぢり 33 豊満嫁に蘇る義父の欲棒?!編 （3月12日、東京音光）
- 巨乳熟女がメイクで変身 美フォーアフター （3月16日、MAGIC6）…オムニバス作品 他出演:浜崎せな
- 巨乳Walker 爆乳3人娘と露出＆乱交のおっぱいグルメデート （3月18日、グローリークエスト）…共演:橘なお、西木美羽
- お母さんと叔母さんとお父さんと僕 （3月25日、センタービレッジ）…共演:美原咲子
- ローション全裸コキ亀頭責め 5 （3月27日、ラハイナ東海）…オムニバス作品
- マゾ乳 生中出し （3月29日、ゲインコーポレーション）
- 素人夫婦たちの性感オモチャ研究会！感じてきた美人妻を旦那の目の前でレイプしちゃいました！！

2013年
- 美熟女たちの下品なまんぐりオナニー 4時間（2月1日、DX/エマニエル）共演:美原咲子、桜みちる、佐藤みき、吉永沙織、真下礼子、若菜あゆみ、三咲恭子、大隈恵令奈、早見るり、内田美奈子、伊織涼子、瀬戸ありさ、山岸十和子